# Dryadoideae
Die Dryadoideae sind eine Unterfamilie der Rosengewächse (Rosaceae) und umfasst vier Gattungen. 
Die Vertreter der Dryadoideae sind Zwergsträucher, Sträucher oder Bäume. Die Blätter sind einfach, bei Chamaebatia zusammengesetzt. Nebenblätter sind vorhanden. Der Blütenbecher (Hypanthium) ist nicht mit dem Gynoeceum verwachsen. Es ist ein Fruchtblatt oder (bei Cowania und Dryas) vier bis viele vorhanden. Die Früchte sind Achänen. 
Cyanogene Glykoside sind vorhanden, Sorbitol kommt in Spuren vor. Die Chromosomengrundzahl ist x = 9, alle Vertreter sind diploid (2n = 18).
Die Arten betreiben symbiotische Stickstofffixierung. 

## Systematik
Die Dryadoideae sind eine der drei Unterfamilien der Rosengewächse, die Stellung der Unterfamilien zueinander ist noch nicht geklärt. Die Unterfamilie wurde lange als Tribus Dryadeae geführt, von Potter et al. 2007 aber in den Rang einer Unterfamilie erhoben. Sie umfasst vier Gattungen:
- Silberwurzen (Dryas)
- Chamaebatia
- Purshia (inkl. Cowania)
- Cercocarpus

## Belege
- D. Potter, T. Eriksson, R. C. Evans, S. Oh, J. E. E. Smedmark, D. R. Morgan, M. Kerr, K. R. Robertson, M. Arsenault, T. A. Dickinson, C. S. Campbell:  Phylogeny and classification of Rosaceae. Plant Systematics and Evolution, Band 266, 2007, S. 5–43. doi:10.1007/s00606-007-0539-9